# Henry Luyten
Pour les articles homonymes, voir Luyten.
Henry Luyten, né à Ruremonde, Pays-Bas, le 21 mai 1859 et mort à Brasschaat le 21 janvier 1945, est un peintre belge, d'origine néerlandaise.
Son champ pictural, de facture réaliste, évoluant vers l'impressionnisme, couvre essentiellement les scènes populaires, les portraits et les paysages, les marines et la peinture animalière. Il est, en 1883, l'un des membres fondateurs du cercle artistique Als ik Kan et également, en 1891, membre et fondateur du groupe Les XIII.

## Biographie

### Famille
Henry (Jan Hendrik Hubertus) Luyten, né à Ruremonde aux Pays-Bas, le 21 mai 1859, est le fils de Franciscus Hubertus Luyten (1833-1908), employé de l'administration communale et de Johanna Hendrica de Bee (1829-1904). Henry Luyten se marie en premières noces, en 1890, à Paris, avec Jeanne De Brees (1854–1916), puis, après son veuvage, en secondes noces, en 1917, avec son élève Hedwich Behnisch (1873).

### Formation
En 1878, Henry Luyten, après ses études secondaires à Ruremonde, quitte les Pays-Bas avec ses parents et s'établit en Belgique. La même année, il devient étudiant à l'Académie royale des beaux-arts d'Anvers, où il bénéficie de l'enseignement des peintres Polydore Beaufaux qui lui inculque le dessin pratique et Charles Verlat la peinture plus libre. Henry Luyten, élève de la classe supérieur, reçoit, en mai 1880, le premier prix en costume historique et les 3e prix d'excellence en figure, en perspective linéaire et en étude historique. En 1883, durant dix mois, il suit les cours donnés par Alexandre Cabanel aux Beaux-Arts de Paris.

### Carrière

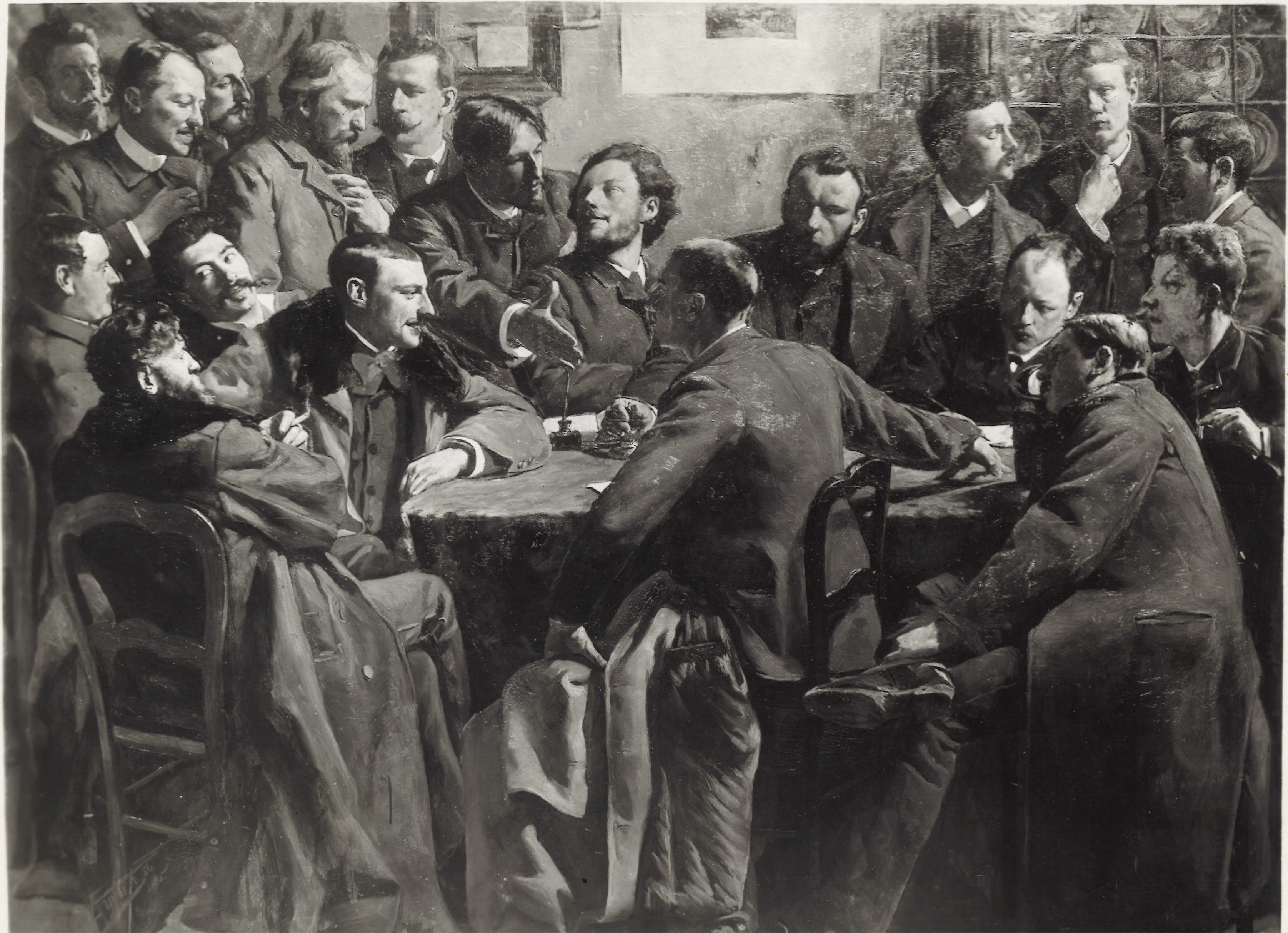
Photographie de Une séance du cercle Als ik Kan, par Henry Luyten, en 1886. Henry Luyten est le quatrième debout à partir de la gauche.

Henry Luyten est, en 1883, l'un des neuf membres fondateurs du cercle artistique Als ik Kan, et réalise en 1886 une toile renommée représentant une séance à laquelle assistent 18 membres de l'association artistique anversoise,.
Henry Luyten expose au Salon de Gand de 1886, à l'exposition des Beaux-Arts d'Amsterdam (1886), où il reçoit une médaille d'or, au Salon de Bruxelles de 1887 et au Salon d'Anvers de 1888. Il devient, en 1891, l'un des douze fondateurs du groupe Les XIII. Il acquiert la nationalité belge en 1896 et devient, en 1901, président du cercle Als ik Kan, en succédant à Jean Guillaume Rosier.
En 1900, il fonde sa propre école de peinture et de dessin d'après nature à Brasschaat. En 1905, il devient membre du cercle anversois L'Art Contemporain (Kunst van Heden). Durant la Première Guerre mondiale, il enseigne à l'Académie royale des Beaux-Arts d'Anvers, en Belgique occupée par les Allemands. Il est désormais ostracisé par les milieux artistiques officiels. Sa famille et lui s'installent jusqu'en 1923 à Wieck am Darss, près de la mer Baltique en Allemagne.
Militant flamingant, il réalise, à partir de 1931 Het Gulden doek van Vlaanderen (Le Drap d'or des Flandres), une œuvre dépeignant une réunion fictive de personnages majeurs du mouvement flamand, qu'il vend en 1938 au musée de la Tour de l'Yser à Dixmude. En 1940, sa maison et son atelier à Brasschaat sont pillés, tandis qu'il est emprisonné durant une journée, toutefois, il continue à peindre jusqu'en 1944.
Henry Luyten, meurt à Brasschaat, où il résidait, à l'âge de 85 ans, le 21 janvier 1945.

## Œuvres

### Caractéristiques

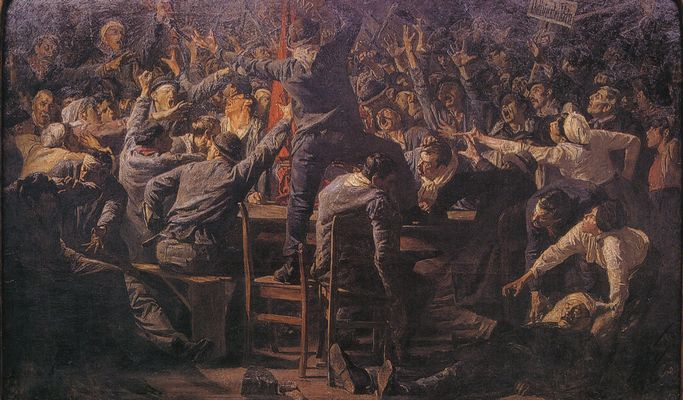
La Grève ou La Lutte pour la vie (1891).

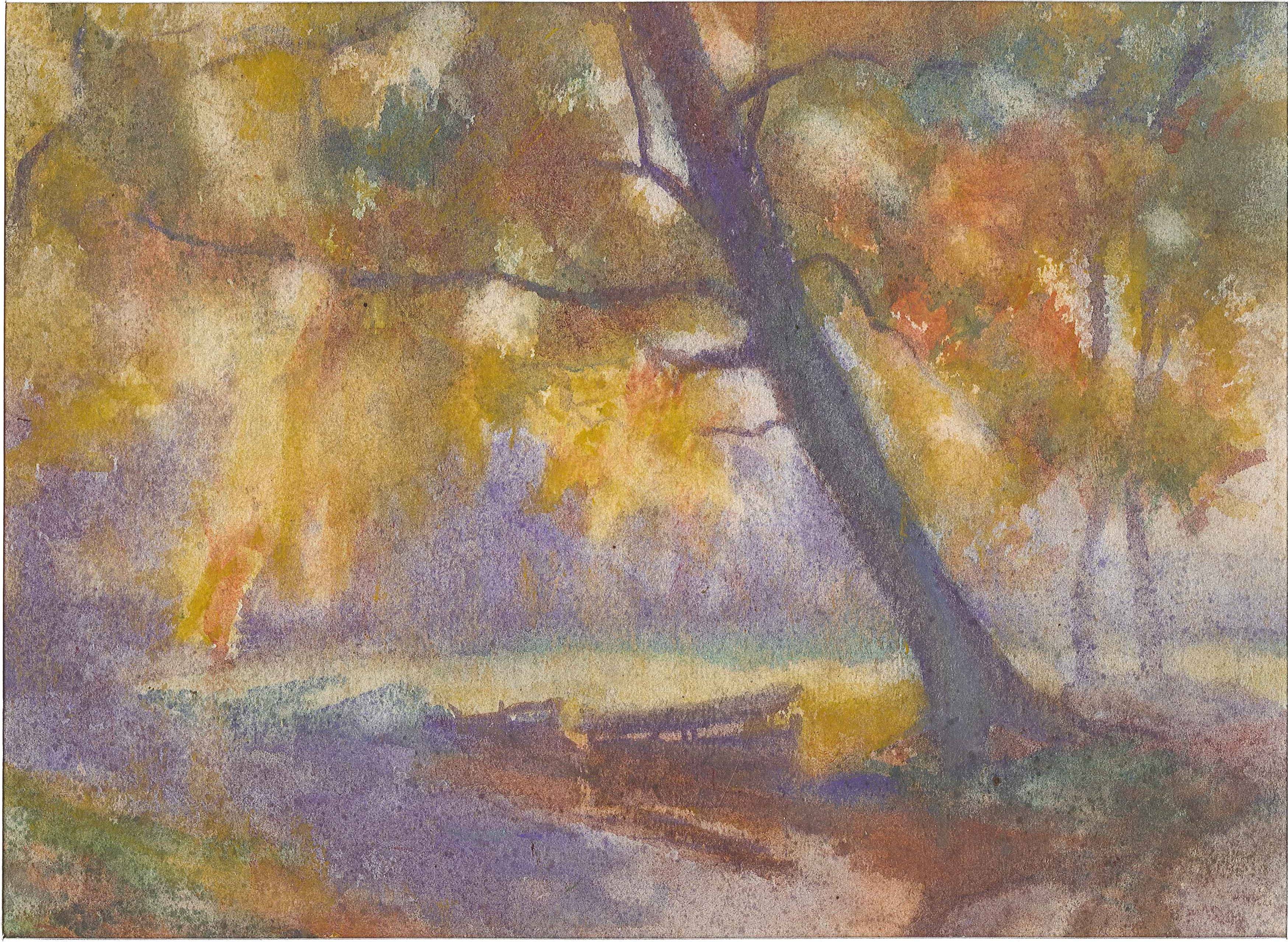
Automne, étude.

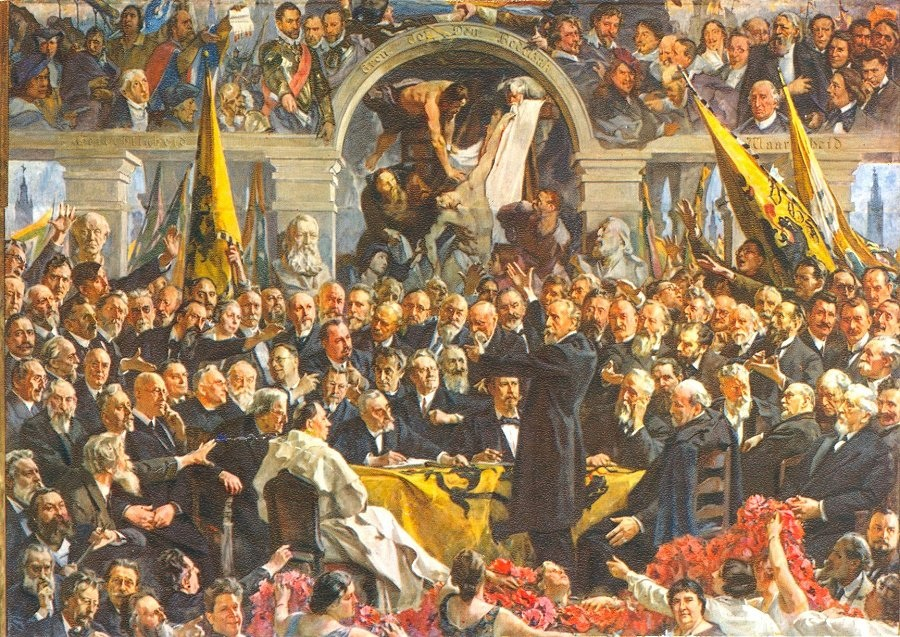
Het Gulden Doek van Vlaanderen.

Son champ pictural rompt avec les conventions académiques et couvre essentiellement les scènes populaires, les portraits et les paysages, les marines et la peinture animalière, teintées de lumière et évoluant vers une facture impressionniste,. Au début de sa carrière, lors d'un séjour de six mois dans le Borinage (1886-1887), il marque un intérêt pour la question sociale et peint La Grève également appelée La Lutte pour la vie, toile sur laquelle il travaille jusqu'en 1891 et qu'Émile Verhaeren juge trop académique, tandis que la critique de L'Art moderne y voit une peinture vocifératoire d'un socialisme conventionnel et d'une couleur dure. Le tableau est, en 1897, emmené par son auteur dans plusieurs villes des États-Unis, où il remporte un grand succès.

### Expositions

#### Expositions triennales belges
- Salon de Gand (XXXIII) de 1886 : Les Blanchisseuses[4].
- Salon de Bruxelles de 1887 : Une séance à l'Als ik Kan, Visite à l'atelier, Après la pluie et Temps pluvieux[6].
- Salon d'Anvers de 1888 : Le Goûter et Avant la grève[8].
- Salon de Gand (XXXV) de 1892 : Struggle for life et Automne[14].
- Salon de Gand (XXXVII) de 1899 : Enfants de la mer (triptyque)[15].

#### Autres expositions belges
- Exposition  Als ik Kan (III) en août 1884 : Portrait de M. E.A. et Soir à Berlacum[16].
- Exposition  Als ik Kan (V) en mai 1885[17].
- Exposition  Als ik Kan (VI) en octobre 1885 : Le Charron et Le Taureau[18].
- Premier Salon des XIII en 1891, dans l'ancien musée de peinture à Anvers : La Grève[19].
- Second Salon des XIII en 1892 : des paysages et des portraits[20].
- Second Salon des XIII en 1893[21].
- Exposition Henry Luyten à Anvers, salle Clarembaux, en mars 1897[2].
- Exposition des peintures d'Henry Luyten, en février 1902, salle Verlat à Anvers : Seule au monde, Dans les dunes, Fleurs de bruyère, Les Cribleuses de tourbe, Le Chant du soir, Crépuscule, Matin d'automne, Vers la prairie, Les Meules, La Veuve, Glaneuses de feuilles, L'Arrière-saison, Le Chemin sablonneux,… [22].

#### Expositions européennes
- Salon des Beaux-Arts d'Amsterdam de 1886 : il reçoit une médaille d'or[5].
- Exposition des arts anciens et modernes de Bordeaux de 1895 (XIII) : L'Arrivée des barques de pêche à Katwijk et Près du ruisseau[23].
- Exposition de la Société des Beaux-Arts à Vienne en 1903 : une trentaine de tableaux, dont La Grève[13].

#### Aux États-Unis
Son tableau La Grève est exposé par ses soins dans plusieurs villes des États-Unis en 1897.

### Collections muséales
- Une séance du cercle Als ik Kan, inventaire no 1275, format 190,3 × 245,4 cm, acquise en 1894, au Musée royal des Beaux-Arts d'Anvers[24].
- Enfants de la mer, inventaire no 1319, format 162 × 197 cm, 1898, acquise la même année, au Musée royal des Beaux-Arts d'Anvers[25].
- Le Peintre Jacques Rosseels, inventaire no 2002, format 123 × 98 cm, 1907, au Musée royal des Beaux-Arts d'Anvers[26].

## Distinctions
- Chevalier de l'ordre d'Ordre d'Orange-Nassau (Pays-Bas, 1932)[11].